# Дин Шэн
Дин Шэн (кит. упр. 丁晟; род. 1970, Циндао, Китай) — китайский кинорежиссёр и сценарист. Срежиссировал три фильма с участием Джеки Чана — «Большой солдат», «Полицейская история 2013» и «Железнодорожные тигры».

## Фильмография
- Проигравший рыцарь (2008) — режиссёр
- Большой солдат (2010) — режиссёр, актёр
- Проигравший рыцарь 2 (2011) — режиссёр, сценарист, монтажёр
- Полицейская история 2013 (2013) — режиссёр, сценарист, монтажёр, актёр
- Спасти мистера Ву (2015) — режиссёр, сценарист, монтажёр
- Железнодорожные тигры (2016) — режиссёр[2], сценарист, монтажёр
- Светлое будущее 4 (2018) — режиссёр, сценарист